# Geranium potentillifolium
Geranium potentillifolium, Pata de león,  es una especie botánica perteneciente a la familia de las geraniáceas.

## Descripción
Es una planta más o menos postrada en el suelo, con los tallos rojizos y peludos. Tiene las hojas como listones divididos y son de color verde oscuro. Las flores son lilas con el centro blanco, vistosas, nacen entre las hojas resaltando más el color de las flores; los frutos parecen alfileres peludos.
Presente en México en climas semiseco y templado entre los 320 y los 2800 m s. n. m., asociada a pastizal, crece en ladera de cerros de bosques de encino, de pino y mixto de pino-encino.

## Propiedades
En Tlaxcala se aplica contra la urticaria, así como en la "escaldada" y rozadura en niños. En Morelos, para lograr la recuperación del parto, se prepara una cocción con los tallos, de la cual se toma una taza antes de cada comida, durante una o dos semanas después del parto.

## Taxonomía
Geranium potentillifolium fue descrita por Augustin Pyrame de Candolle y publicado en Prodromus Systematis Naturalis Regni Vegetabilis 1: 639. 1824.
Etimología
Geranium: nombre genérico que deriva del griego:  geranion, que significa "grulla", aludiendo a la apariencia del fruto, que recuerda al pico de esta ave.
potentillifolium: epíteto latín que significa "con las hojas de Potentilla"
Sinonimia
- Geranium pedunculare Willd. ex Spreng.[4]